# گولر هایتس (کالیفرنیا)
گولر هایتس (به انگلیسی: Goler Heights) یک منطقهٔ مسکونی در ایالات متحده آمریکا است که در شهرستان کرن، کالیفرنیا واقع شده‌است. گولر هایتس ۷۸۶ متر بالاتر از سطح دریا واقع شده‌است.